# Saint-Guénolé

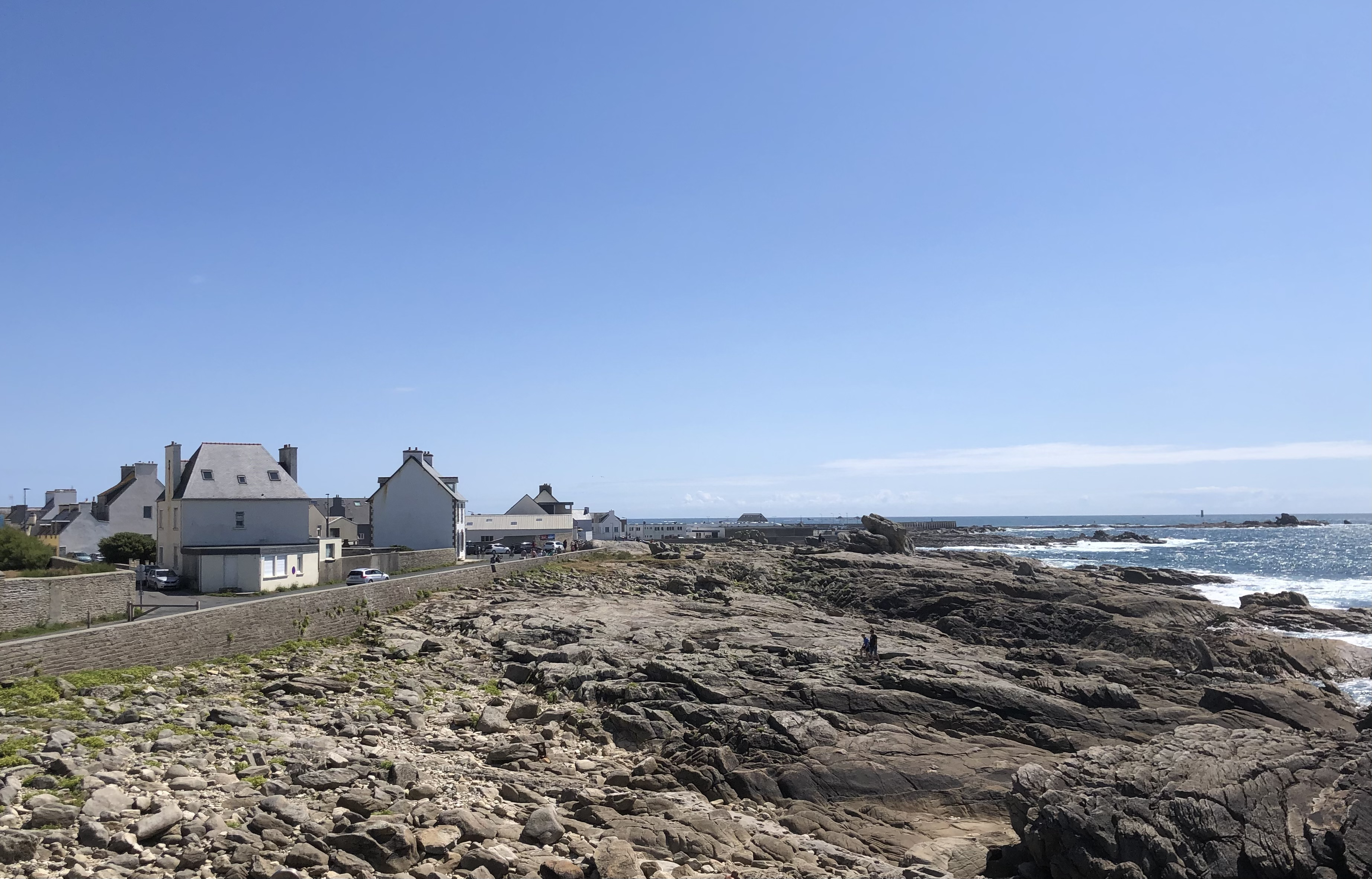
Saint-Guénolé, 2022

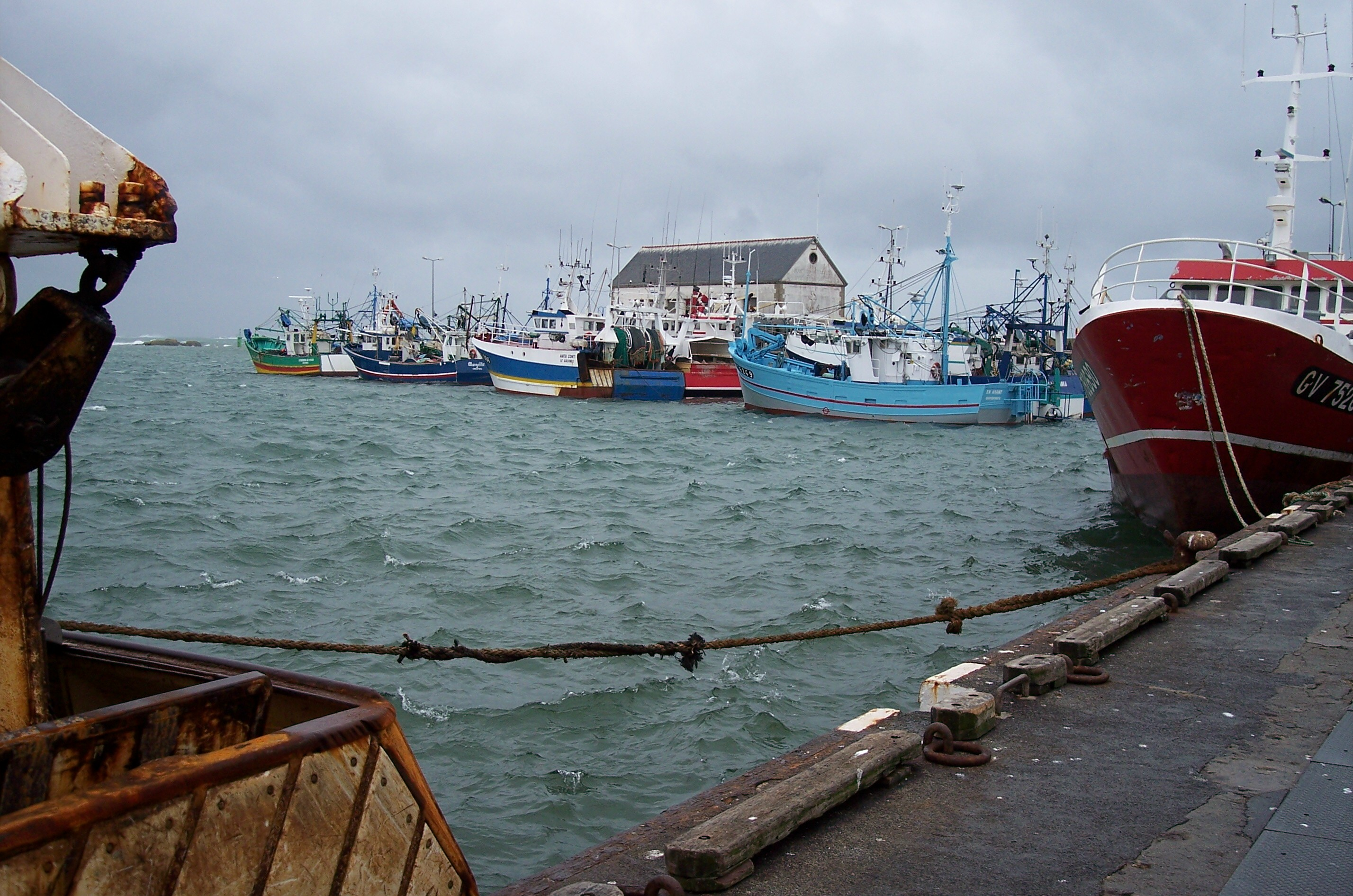
Hafen, 2006

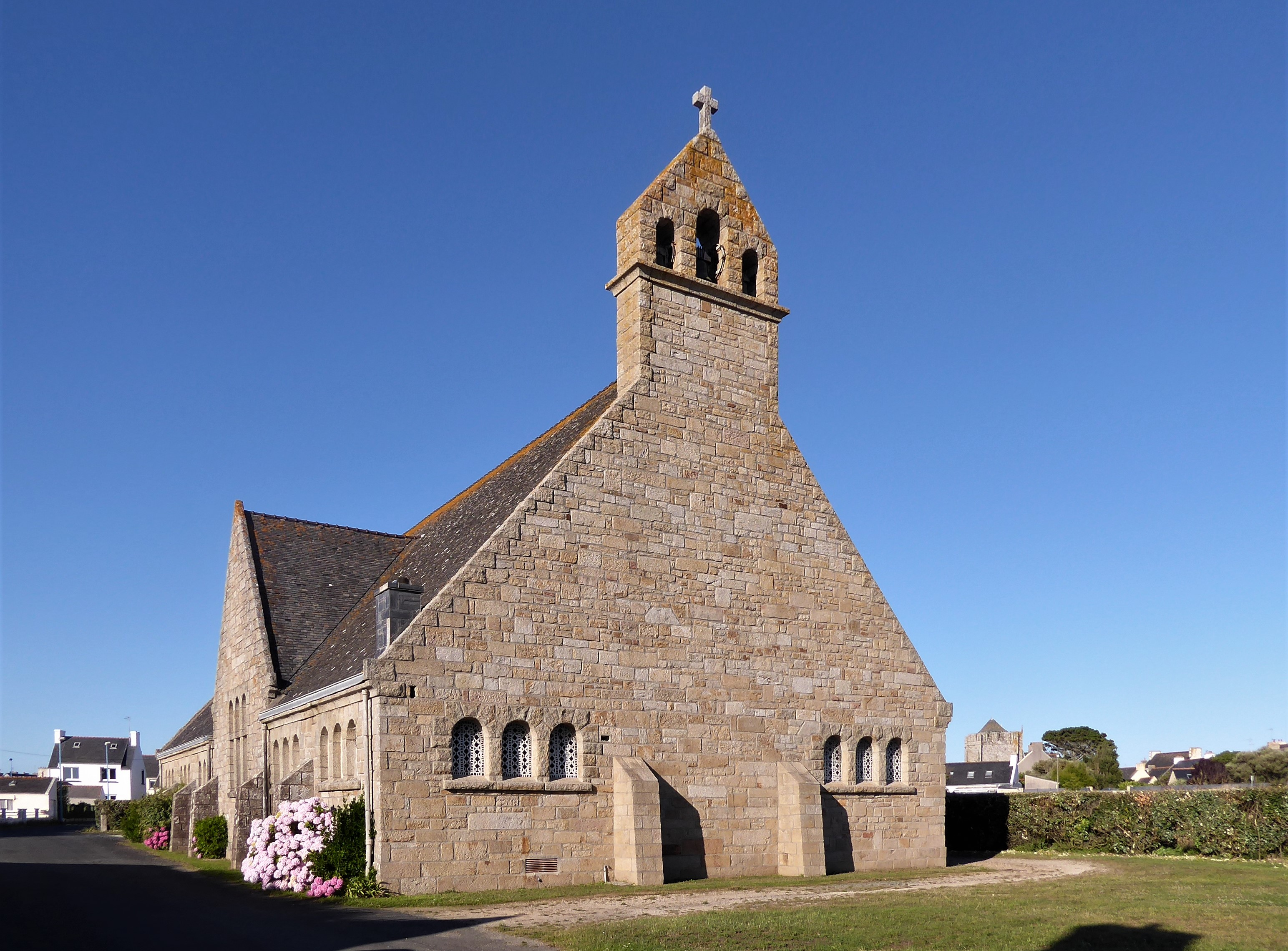
Kirche des Orts, 2022. Im Hintergrund rechts der Turm der alten Kirche

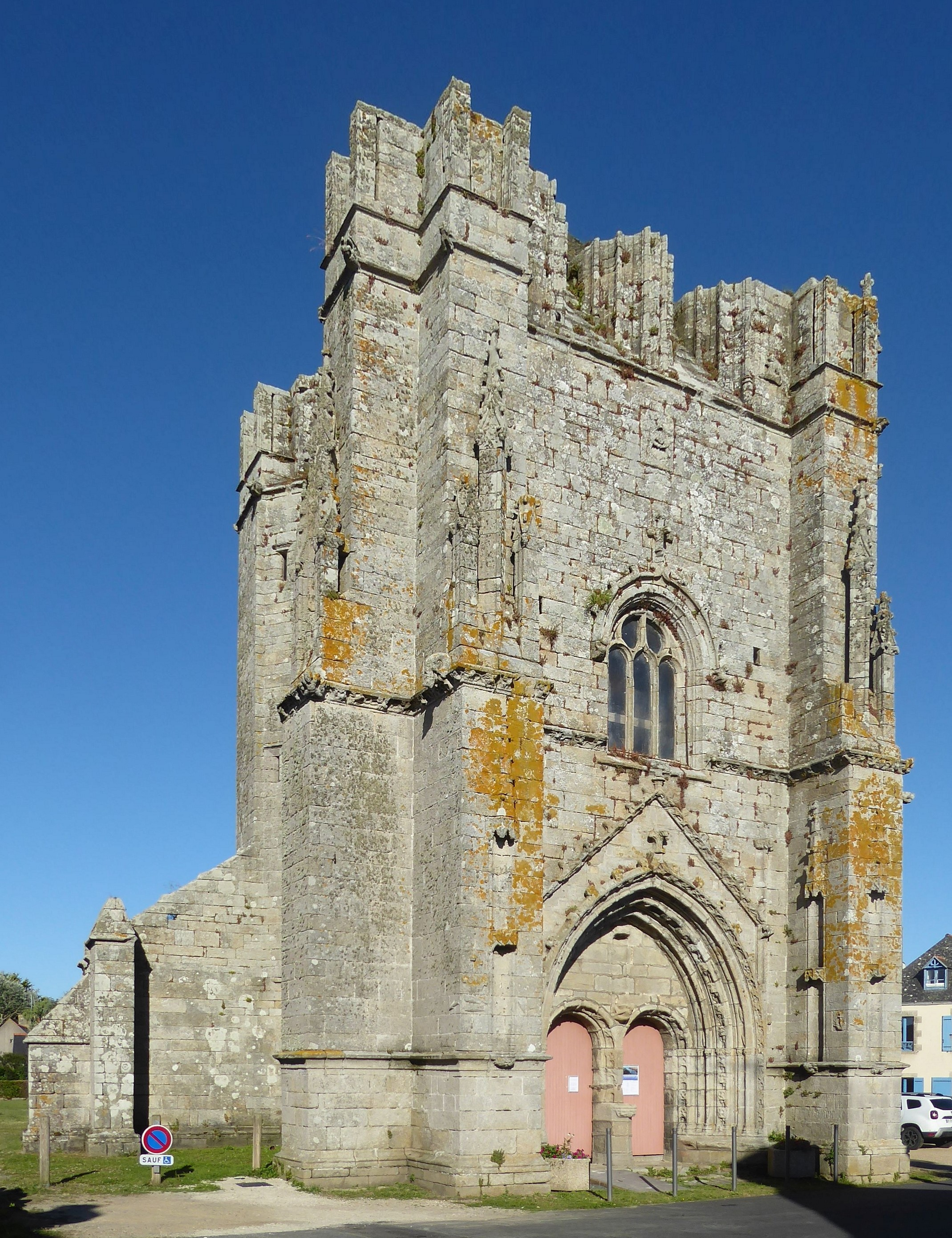
Kirchenruine, 2022

Saint-Guénolé (bretonisch Sant-Wennole) ist ein Ortsteil der Gemeinde Penmarch im französischen Département Finistère in der Bretagne.

## Lage
Der Ort befindet sich im Bigoudenland an der Küste der Keltischen See an der südwestlichen Küste der Bretagne im Westen der Gemeinde Penmarch. Etwas weiter südlich erstreckt sich das Kap Pointe de Penmarch. Der Ortschaft ist im Meer die Insel Île Conq vorgelagert, die durch eine Mole mit dem Festland verbunden ist und so zugleich den Hafen von Saint-Guénolé abschirmt. Die Uferlinie im Ort ist weitgehend, insbesondere im Nordwesten, durch die markanten Felsen von Saint-Guénolé geprägt. Nördlich von Saint-Guénolé liegt der Strand Plage de Pors Carn.
Von Osten aus dem Hauptort der Gemeinde kommend führt die D53 nach Saint-Guénolé. In südliche Richtung verläuft die D80 nach Saint-Pierre.
Benannt ist der Ort nach dem Heiligen Guengalaenus.

## Wirtschaft
Der Hafen von Saint-Guénolé ist der westlichste die Bigoudenlands und hat erhebliche Bedeutung für die Fischerei, wobei vor allem Sardinen gefangen werden. Im Hafengebiet bestehen dementsprechende Einrichtungen wie eine Fischauktionshalle und Kühlhallen.

## Bauwerke und Einrichtungen
Im Ort befindet sich die Ruine der 1488 fertiggestellten Kirche St-Guénolé. Südlich von Saint-Guénolé unmittelbar an der Küste steht die Kapelle Notre-Dame-de-la-Joie. Mit dem Musée de la Préhistoire finistérienne hat der Ort das zweitgrößte Museum für Vor- und Frühgeschichte in der Bretagne. Im nördlichen Teil des Orts befindet sich die prähistorische Grabanlage Tumuli von Rosmeur und die 1888/1889 erbaute Villa Domaine des goélands.
An der Straße Rue du Menhir Couché liegt der Menhir von Kervédal.

## Persönlichkeiten
In Saint-Guénolé wurde die Schriftstellerin Evelyn Voldeng (1943–2002) und der katholische Geistliche Alain Guellec (* 1961) geboren.